# Nelson Ramos
Nelson Fernando Ramos Betancourt (ur. 23 listopada 1981 w Popayán) – kolumbijski piłkarz występujący na pozycji bramkarza, obecnie zawodnik Millonarios.

## Kariera klubowa
Ramos, znany z częstego zdobywania bramek z rzutów karnych, jest wychowankiem zespołu Deportivo Cali, jednak nigdy nie zdołał przebić się do pierwszej drużyny i profesjonalną karierę piłkarską rozpoczynał w Deportivo Pasto. Już w swoim debiutanckim sezonie – Apertura 2006 – wywalczył z Pasto pierwszy w historii klubu tytuł mistrza Kolumbii. Dzięki temu w 2007 roku mógł wziąć udział w Copa Libertadores, gdzie rozegrał dwa mecze, natomiast jego drużyna odpadła już w fazie grupowej. Szybko został podstawowym graczem ekipy i latem 2009 przeszedł do stołecznego zespołu La Equidad. Tam w roli pierwszego golkipera osiągnął wicemistrzostwo kraju w rozgrywkach Apertura 2010, co zaowocowało transferem do bardziej utytułowanej Amériki Cali, w której spędził sześć miesięcy.
Wiosną 2011 Ramos podpisał umowę z drużyną Millonarios FC. W tym samym sezonie wygrał z nią rozgrywki krajowego pucharu – Copa Colombia.
| Sezon | Klub            | Kraj     | Rozgrywki    | Mecze | Bramki |
| ----- | --------------- | -------- | ------------ | ----- | ------ |
| 2006  | Deportivo Pasto | Kolumbia | Copa Mustang | ?     | ?      |
| 2007  | Deportivo Pasto | Kolumbia | Copa Mustang | ?     | ?      |
| 2008  | Deportivo Pasto | Kolumbia | Copa Mustang | ?     | ?      |
| 2009  | Deportivo Pasto | Kolumbia | Copa Mustang | 17    | 0      |
| 2009  | La Equidad      | Kolumbia | Copa Mustang | 6     | 0      |
| 2010  | La Equidad      | Kolumbia | Copa Mustang | 19    | 0      |
| 2010  | América Cali    | Kolumbia | Copa Mustang | 18    | 1      |
| 2011  | Millonarios FC  | Kolumbia | Copa Mustang | 37    | 1      |
| 2012  | Millonarios FC  | Kolumbia | Copa Mustang |       |        |

## Kariera reprezentacyjna
W 2011 roku Ramos został powołany przez selekcjonera Hernána Darío Gómeza do seniorskiej reprezentacji Kolumbii na rozgrywany w Argentynie turniej Copa América, awaryjnie zastępując kontuzjowanego w ostatniej chwili Davida Ospinę. Nie wystąpił wówczas w żadnym meczu kadry, pozostając trzecim bramkarzem ekipy po Neco Martínezie i Bréinerze Castillo, natomiast Kolumbijczycy odpadli w ćwierćfinale.